# Now This Is Music 9
Now This Is Music 9 is een verzamelalbum uit de Now This Is Musicserie, uitgebracht in 1988 met hits van dat moment.
Het was het negende deel uit een serie van elf, die van 1984 tot 1989 liep en de Nederlandse tegenhanger was van het Engelse "Now That's What I Call Music".
Deze compilatie week af van de vorige acht delen, omdat het geen 28 maar 24 nummers op het album had staan.
Het album kwam in de albumlijst van de Nederlandse top 40 binnen op 3 december 1988, bereikte de 10e plaats en bleef 13 weken in de lijst.

## Tracklist
kant A
1. U2 - Desire
2. Duran Duran - I Don't Want Your Love
3. Womack & Womack  - Teardrops
4. Ziggy Marley - Tomorrow People
5. Whitney Houston - Love Will Save The Day
6. Milli Vanilli - Girl You Know It's True

kant B
1. Bobby McFerrin - Don't Worry, Be Happy
2. Will Downing - A Love Supreme
3. Taylor Dayne  - Prove Your Love
4. UB40 - Where Did I Go Wrong
5. Brother Beyond - The Harder I Try
6. Jermaine Stewart - Get Lucky

kant C
1. Inner City - Big Fun
2. Maxi Priest - Wild World
3. Londonbeat - Failing In Love Again
4. Melissa Etheridge - Bring Me Some Water
5. Crowded House - Better Be Home Soon
6. John Farnham  - Age Of Reason

kant D
1. Marc Almond - Tears Run Rings
2. Belinda Carlisle  - Circle In The Sand
3. Fairground Attraction - Perfect
4. The Christians - Harvest For The World
5. Ellis, Beggs & Howard - Big Bubbles No Troubles
6. L.A.Mix - Check This Out